# Brâncoveni
Brâncoveni è un comune della Romania di 3 047 abitanti, ubicato nel distretto di Olt, nella regione storica dell'Oltenia. 
Il comune è formato dall'unione di 4 villaggi: Brâncoveni, Mărgheni, Ociogi, Văleni.